# مونرویا (کالیفرنیا)
مونرویا (به انگلیسی: Monrovia) شهری در شهرستان لس‌آنجلس، کالیفرنیا ایالت کالیفرنیا است که در سرشماری سال ۲۰۱۰ میلادی، ۳۶۵۹۰ نفر جمعیت داشته است.